# Lawrence Heyworth Jr.
Lawrence Heyworth Jr. (* 10. Februar 1921 in Chicago, Illinois; † 4. Mai 2003 in Virginia Beach, Virginia) war ein Konteradmiral der United States Navy. Er war unter anderem Leiter (Superintendent) der United States Naval Academy (USNA).

## Leben
Heyworth absolvierte im Jahr 1943 die United States Naval Academy in Annapolis in Maryland. In der amerikanischen Marine durchlief er anschließend alle Offiziersränge bis zum Konteradmiral.
Im Lauf seiner militärischen Karriere absolvierte er verschiedene Kurse und Schulungen. Dazu gehörten unter anderem der Submarine School Officers Basic Course; der Naval Flight Training Course (1947); die Test Pilot School (TPS) der United States Air Force (1956) und das Naval War College in Newport in Rhode Island (1958).
Nach seiner Graduation an der Marineakademie, die zur Zeit des Zweiten Weltkriegs erfolgte, wurde Lawrence Heyworth auf den pazifischen Kriegsschauplatz versetzt, wo er auf dem U-Boot USS Finback (SS-230) Dienst tat und an mehreren Einsätzen teilnahm. Nach dem Krieg setzte er seine Offizierslaufbahn fort. Dabei absolvierte er die angegebenen Kurse. Zwischen 1950 und 1952 war er auf der Naval Air Station Patuxent River in Maryland stationiert, wo er beim Marine-Flugerprobungszentrum (Naval Air Test Center, (NATC)) tätig war. Danach gehörte er bis zum Jahr 1955 der Fighter Squadron 61 (VF-61), die auch unter dem Namen Jolly Rogers bekannt war, an. Dabei handelte es sich um eine Fliegerstaffel der Marine.
Nach seiner Ausbildung an der Test Pilot School der Air Force und seinem Studium am Naval War College kommandierte er in den Jahren 1958 und 1959 die Kampfstaffel Attack Squadron-81 (VA-81). Danach war er bis 1962 Offizier auf dem Flugzeugträger USS Forrestal. Anschließend erhielt er das Kommando über das Versorgungsschiff USS Pawcatuck (AO-108). Diese Aufgabe erfüllte er bis zum Jahr 1964. Zwischen dem 23. Januar 1965 und dem 20. Juli 1966 war er erster Kommandeur des neuen Flugzeugträgers USS America.
In der Folge wurde er zur Fakultät der Marineakademie in Annapolis versetzt, wo er zwischen dem 22. Juni und dem 20. Juli 1968 das Amt des Leiters (Superintendent) innehatte. Dabei überbrückte er die Lücke zwischen den Amtszeiten des vorherigen Superintendenten Draper Kauffman und dessen Nachfolger James F. Calvert. In den Jahren 1970 und 1971 kommandierte Lawrence Heyworth die Flugeinheiten der Marine (Commander Fleet Air,COMFLTAIR). Zuletzt leitete er bis zu seiner Pensionierung im Jahr 1973 die Stabsabteilung für Logistik der Pazifikflotte (Commander Naval Logistics Pacific (COMNAVLOGPAC)).
Der mit Jean Holloway (1926–2017) verheiratete Offizier starb am 4. Mai 2003 und wurde auf dem Friedhof der Marineakademie in Annapolis beigesetzt.

## Orden und Auszeichnungen
Lawrence Heyworth erhielt im Lauf seiner militärischen Laufbahn unter anderem folgende Auszeichnungen:
- Navy and Marine Corps Medal
- Legion of Merit
- Bronze Star Medal
- National Defense Service Medal
- World War II Victory Medal
- Navy and Marine Corps Commendation Medal
- Asiatic/Pacific Campaign Medal
- American Defense Service Medal
- American Campaign Medal